# ロイフォリン
ロイフォリン(Rhoifolin)は、フラボンの1種であるアピゲニンに二糖のネオヘスペリドースが結合した配糖体。カラムシやレモン、グレープフルーツの葉、オノニス・スピノサの芽、ノコギリパルメットの果実等から単離される。